# Чили на зимних Олимпийских играх 1994
Чили принимала участие в Зимних Олимпийских играх 1994 года в Лиллехамере (Норвегия) в десятый раз за свою историю, но не завоевала ни одной медали.

## Состав сборной
Чили представляли трое спортсменов, все — мужчины-горнолыжники. Младшим участником сборной был 23-летний Диего Маргоццини, старшим — 27-летний Алексис Раклос.

## Результаты

### Горнолыжный спорт
Соревнования проводились с 13 по 27 февраля.
Скоростные дисциплины (скоростной спуск и супергигант) были проведены в Квитфьелле — горнолыжном курорте в Рингебу, расположенном в 50 км к северу от Лиллехаммера.  
Комбинация была проведена в несколько другом формате, чем ранее на Олимпийских играх. Итоговый результат складывался из суммы времён, показанных в скоростном спуске и 2 попытках в слаломе, тогда как раньше результаты в слаломе и скоростном спуске пересчитывались по специальной очковой системе. Новый формат стал более выгоден для слаломистов.
Мужчины
| Спортсмен        | Соревнование     | Время          | Место |
| ---------------- | ---------------- | -------------- | ----- |
| Нильс Линнеберг  | скоростной спуск | 1:49,80        | 42    |
| Нильс Линнеберг  | супергигант      | не финишировал |       |
| Диего Маргоццини | скоростной спуск | 1:55,32        | 49    |
| Алексис Раклос   | супергигант      | 1:41,12        | 47    |

Мужчины — комбинация
| Спортсмен        | Время 1 | Время 2        | Время 3           | Время всего       | Место |
| ---------------- | ------- | -------------- | ----------------- | ----------------- | ----- |
| Нильс Линнеберг  | 1:40,84 | 1:00,36        | дисквалифицирован | дисквалифицирован | —     |
| Диего Маргоццини | 1:45,07 | 59,68          | 57,64             | 3:42,39           | 32    |
| Алексис Раклос   | 1:45,67 | не финишировал | не участвовал     | не участвовал     | —     |